# Évran
Évran [evʁɑ̃] est une commune française située dans le département des Côtes-d'Armor en région Bretagne.

## Géographie
Évran est une commune rurale de l'est du département des Côtes-d'Armor, limitrophe de celui d'Ille-et-Vilaine. Elle est à 10 km au sud-est de Dinan et à une quarantaine de kilomètres au nord-ouest de Rennes. Le canal d'Ille-et-Rance y rejoint la Rance.
| Calorguen            | Les Champs-Géraux | Plesder (Ille-et-Vilaine)                           |
| Calorguen            | Évran             | Plesder (Ille-et-Vilaine)                           |
| Saint-André-des-Eaux | Le Quiou          | Trévérien (Ille-et-Vilaine), Saint-Judoce, Plouasne |

### Hydrographie
Pour un article plus général, voir Réseau hydrographique des Côtes-d'Armor.
La commune est située dans le bassin Loire-Bretagne. Elle est drainée par la Rance, le canal d'Ille et Rance, le Linon et le Guinefort,.
La Rance, d'une longueur de 104 km, prend sa source dans la commune du Mené et se jette  dans la Manche entre Dinard et Saint-Malo, après avoir traversé 28 communes. 

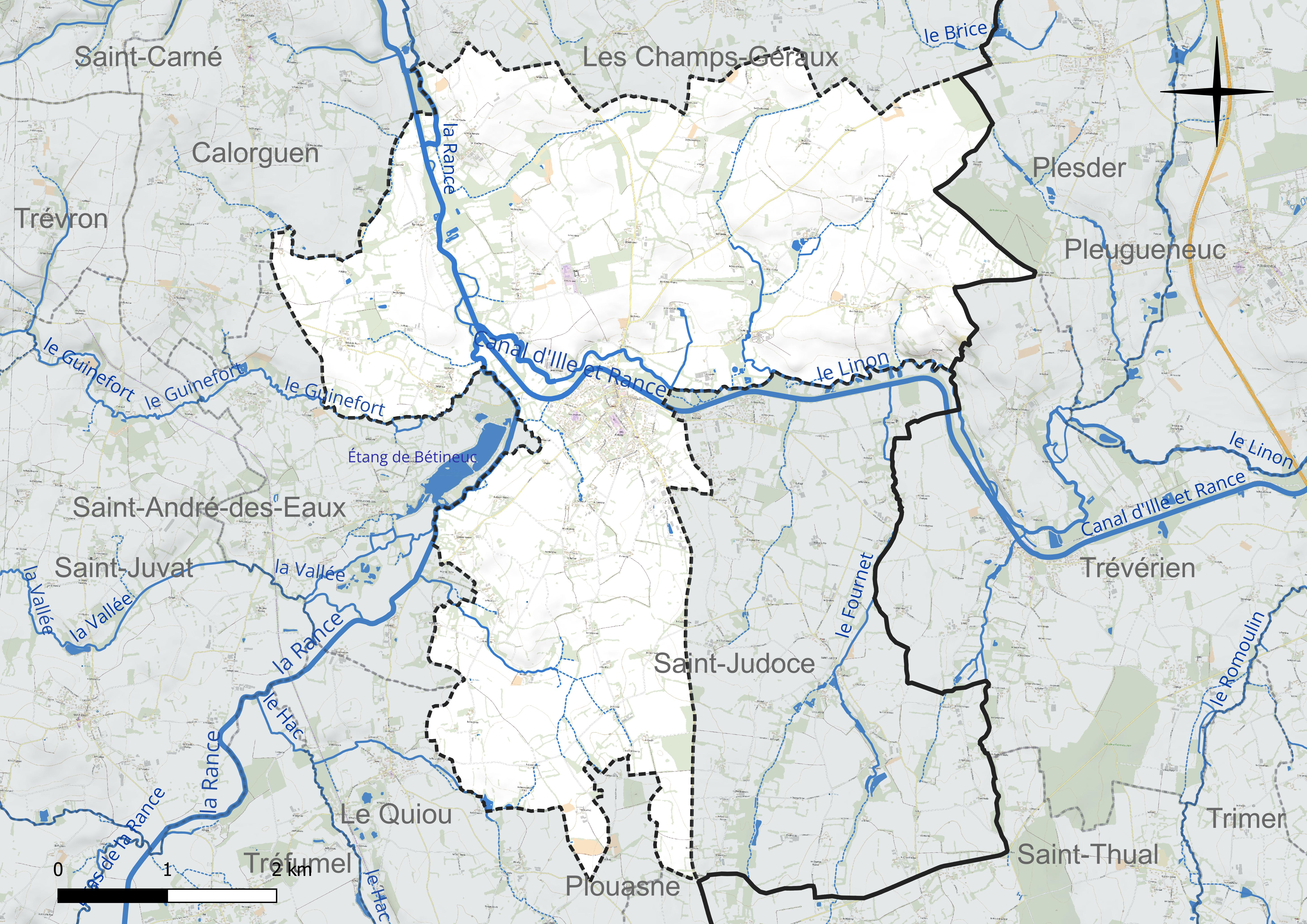
Réseau hydrographique d'Évran.

Le canal d'Ille-et-Rance est un canal, chenal et un cours d'eau naturel navigable, d'une longueur de 84 km. Il prend sa source dans la commune de Montreuil-sur-Ille et se jette  dans l'Ille à Saint-Grégoire, après avoir traversé 25 communes. 
Le Linon, d'une longueur de 36 km, prend sa source dans la commune de Trémeheuc et se jette  dans la Rance sur la commune, après avoir traversé neuf communes. 
Le Guinefort, d'une longueur de 18 km, prend sa source dans la commune de Quévert et se jette  dans la Rance à Saint-André-des-Eaux, après avoir traversé neuf communes. 

### Climat
Pour des articles plus généraux, voir Climat de la Bretagne et Climat des Côtes-d'Armor.
En 2010, le climat de la commune est de type climat océanique franc, selon une étude du Centre national de la recherche scientifique s'appuyant sur une série de données couvrant la période 1971-2000. En 2020, Météo-France publie une typologie des climats de la France métropolitaine dans laquelle la commune est exposée à un climat océanique et est dans la région climatique Bretagne orientale et méridionale, Pays nantais, Vendée, caractérisée par une faible pluviométrie en été et une bonne insolation. Parallèlement l'observatoire de l'environnement en Bretagne publie en 2020 un zonage climatique de la région Bretagne, s'appuyant sur des données de Météo-France de 2009. La commune est, selon ce zonage, dans la zone « Intérieur Est », avec des hivers frais, des étés chauds et des pluies modérées).
Pour la période 1971-2000, la température annuelle moyenne est de 11,5 °C, avec une amplitude thermique annuelle de 12,1 °C. Le cumul annuel moyen de précipitations est de 706 mm, avec 12,4 jours de précipitations en janvier et 6,4 jours en juillet. Pour la période 1991-2020, la température moyenne annuelle observée sur la station météorologique la plus proche, située sur la commune du Quiou à 4 km à vol d'oiseau, est de 11,6 °C et le cumul annuel moyen de précipitations est de 757,4 mm,. Pour l'avenir, les paramètres climatiques de la commune estimés pour 2050 selon différents scénarios d'émission de gaz à effet de serre sont consultables sur un site dédié publié par Météo-France en novembre 2022.

## Urbanisme

### Typologie
Au 1er janvier 2024, Évran est catégorisée bourg rural, selon la nouvelle grille communale de densité à 7 niveaux définie par l'Insee en 2022.
Elle est située hors unité urbaine et hors attraction des villes,.

### Occupation des sols
L'occupation des sols de la commune, telle qu'elle ressort de la base de données européenne d’occupation biophysique des sols Corine Land Cover (CLC), est marquée par l'importance des territoires agricoles (96,5 % en 2018), en diminution par rapport à 1990 (97,7 %). La répartition détaillée en 2018 est la suivante :
terres arables (56,8 %), zones agricoles hétérogènes (29,1 %), prairies (10,5 %), zones urbanisées (3,5 %), forêts (0,1 %). L'évolution de l’occupation des sols de la commune et de ses infrastructures peut être observée sur les différentes représentations cartographiques du territoire : la carte de Cassini (XVIIIe siècle), la carte d'état-major (1820-1866) et les cartes ou photos aériennes de l'IGN pour la période actuelle (1950 à aujourd'hui).

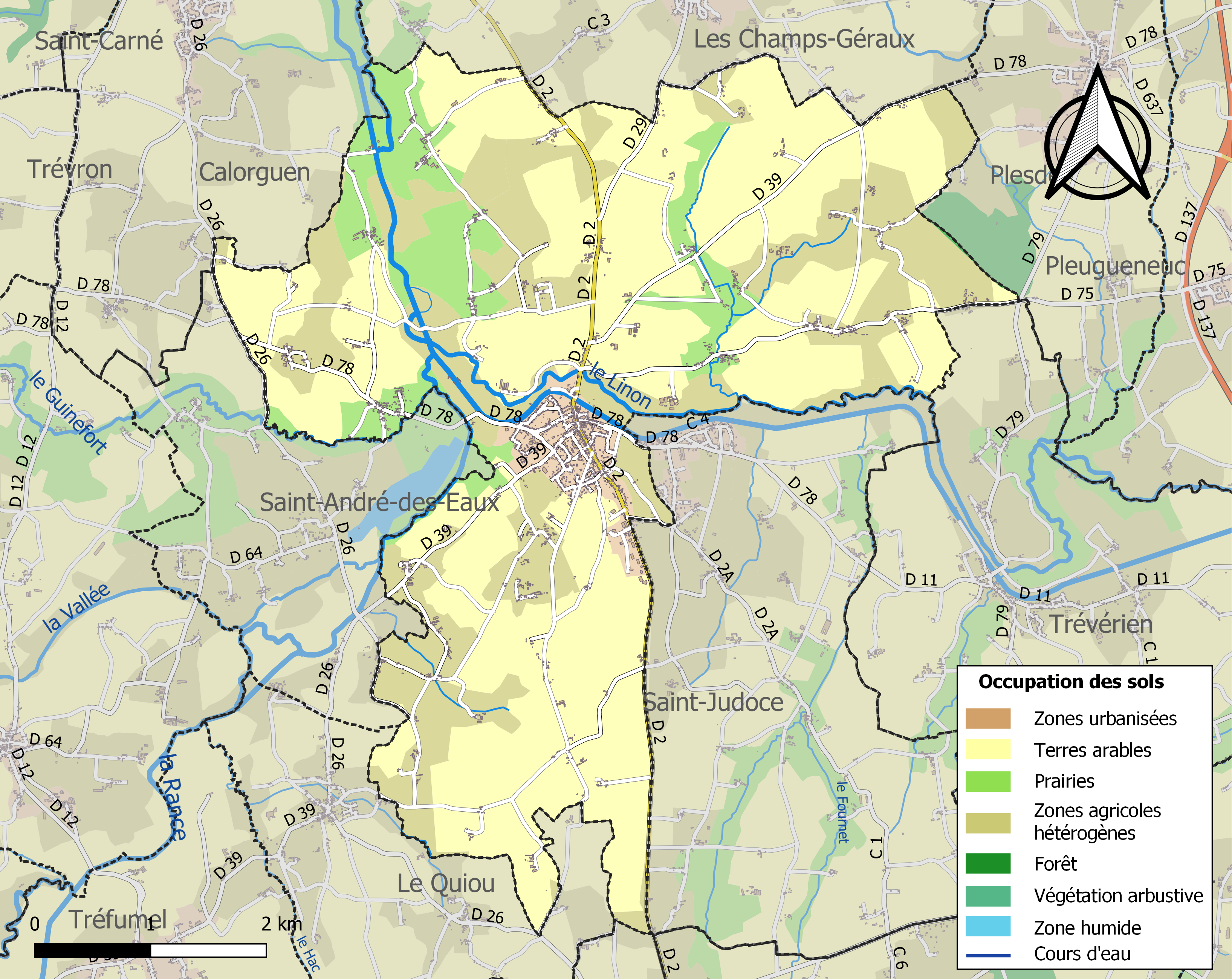
Carte des infrastructures et de l'occupation des sols de la commune en 2018 (CLC).

## Toponymie
Le nom de la localité est attesté sous la forme Ivran en 1218, du gaulois [eburos] « ifs ».
Yevran en gallo.

## Histoire

### LeXXesiècle

#### Les guerres duXXesiècle
Le monument aux morts porte les noms de 173 soldats morts pour la Patrie :
- 162 sont morts durant la Première Guerre mondiale ;
- 11 sont morts durant la Seconde Guerre mondiale.

## Politique et administration

### Liste des maires
| Période                                  | Période                   | Identité                    | Étiquette   | Qualité                                                                                        |
| ---------------------------------------- | ------------------------- | --------------------------- | ----------- | ---------------------------------------------------------------------------------------------- |
| Les données manquantes sont à compléter. |                           |                             |             |                                                                                                |
| mai 1900                                 | mai 1925                  | Ernest Gaultier             | Républicain | Médecin Conseiller d'arrondissement (1903 → 1922) Chevalier de la Légion d'honneur             |
| mai 1925                                 | mai 1953                  | Alcide Potdevin (1874-1967) |             |                                                                                                |
| mai 1953                                 | octobre 1967 (décès)      | Fernand Ferron (1914-1967)  | CNI         | Commerçant Conseiller général d'Évran (1955 → 1961)                                            |
| décembre 1967                            | mars 1977                 | André Frin                  |             | Peintre droguiste, ancien premier adjoint                                                      |
| mars 1977                                | mars 1989                 | Alain Leclaire              | SE          | Médecin                                                                                        |
| mars 1989                                | mars 2001                 | Remy Lecorvaisier           | SE          | Agriculteur, maire honoraire Premier adjoint au maire (1977 → 1989)                            |
| mars 2001                                | mars 2014                 | Marie-Annick Mauffrais      | DVG         | Infirmière 1re vice-présidente de la CC du Pays d'Évran (2008 → 2013)                          |
| mars 2014                                | En cours (au 31 mai 2020) | Patrice Gautier             | SE          | Vétérinaire 12e vice-président de Dinan Agglomération (2020 → ) Réélu pour le mandat 2020-2026 |

## Démographie
| 1793  | 1800  | 1806  | 1821  | 1831  | 1836  | 1841  | 1846  | 1851  |
| ----- | ----- | ----- | ----- | ----- | ----- | ----- | ----- | ----- |
| 3 392 | 3 426 | 3 643 | 3 762 | 4 056 | 4 069 | 4 163 | 4 273 | 4 397 |

| 1856  | 1861  | 1866  | 1872  | 1876  | 1881  | 1886  | 1891  | 1896  |
| ----- | ----- | ----- | ----- | ----- | ----- | ----- | ----- | ----- |
| 4 486 | 4 360 | 4 402 | 4 183 | 4 208 | 4 009 | 4 080 | 3 887 | 3 874 |

| 1901  | 1906  | 1911  | 1921  | 1926  | 1931  | 1936  | 1946  | 1954  |
| ----- | ----- | ----- | ----- | ----- | ----- | ----- | ----- | ----- |
| 3 700 | 3 818 | 3 634 | 3 086 | 3 059 | 3 021 | 1 773 | 1 630 | 1 527 |

| 1962  | 1968  | 1975  | 1982  | 1990  | 1999  | 2005  | 2006  | 2010  |
| ----- | ----- | ----- | ----- | ----- | ----- | ----- | ----- | ----- |
| 1 556 | 1 468 | 1 524 | 1 596 | 1 561 | 1 473 | 1 599 | 1 604 | 1 664 |

| 2015  | 2020  | 2022  | - | - | - | - | - | - |
| ----- | ----- | ----- | - | - | - | - | - | - |
| 1 712 | 1 783 | 1 787 | - | - | - | - | - | - |

La chute brutale de la population entre 1931 et 1936 est due à la partition de la commune en deux par la loi du 6 avril 1934 et la création de la commune distincte Les Champs-Géraux dont la population est comptabilisée séparément par la suite.

## Lieux et monuments

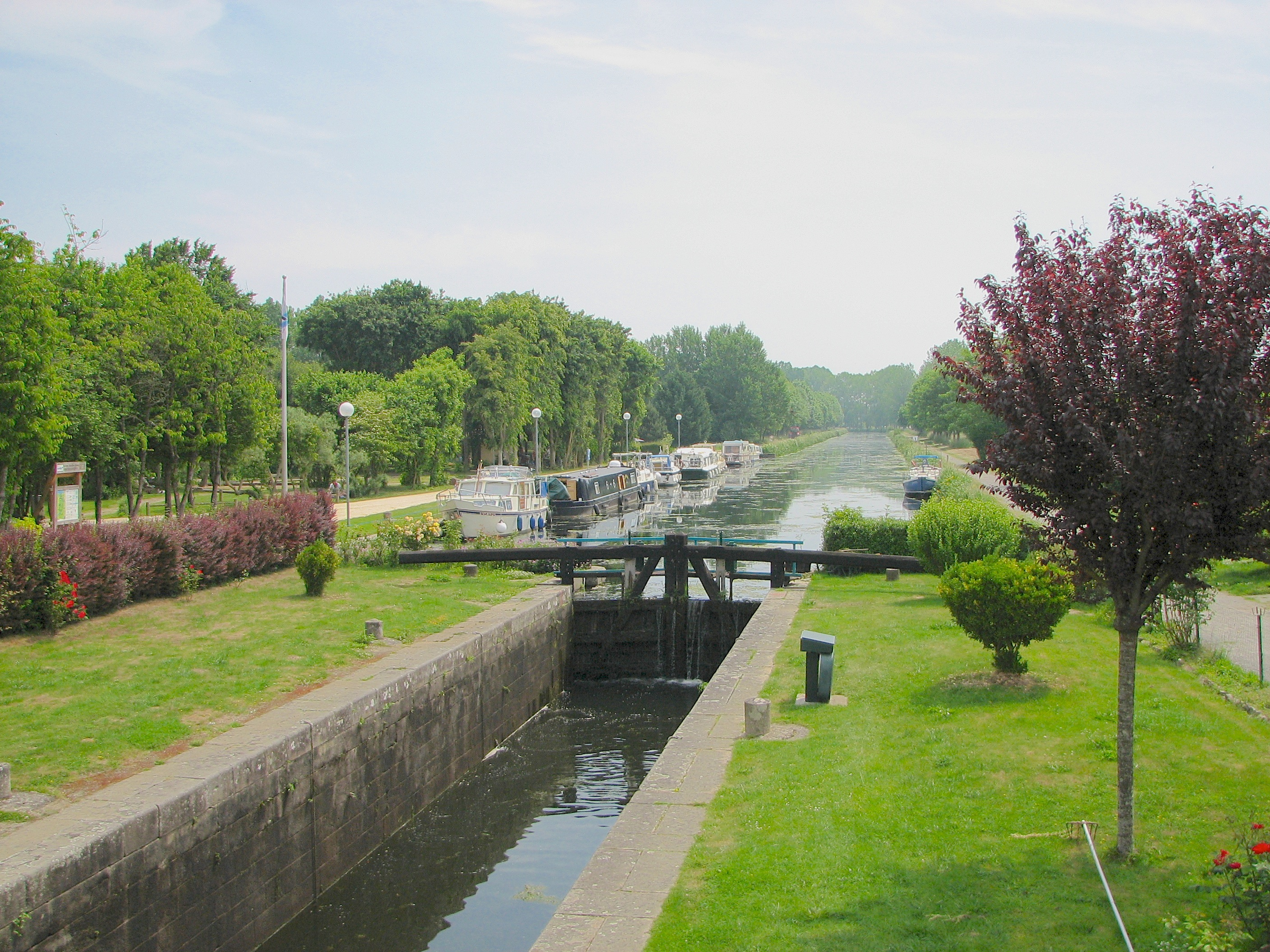
Écluse sur le canal d'Ille-et-Rance à Évran.

La commune abrite deux monuments historiques :
- le château de Beaumanoir, datant de 1628, devenu hôpital psychiatrique. La porte d'entrée et les deux tours carrées ont été inscrites par arrêté du 21 novembre 1925 ; l'ensemble des bâtiments a été classé par arrêté du 23 avril 1965[26] ;
- la croix Macquerel, datant du XIVe siècle, a été inscrite par arrêté du 12 octobre 1964[27].

Autres monuments :

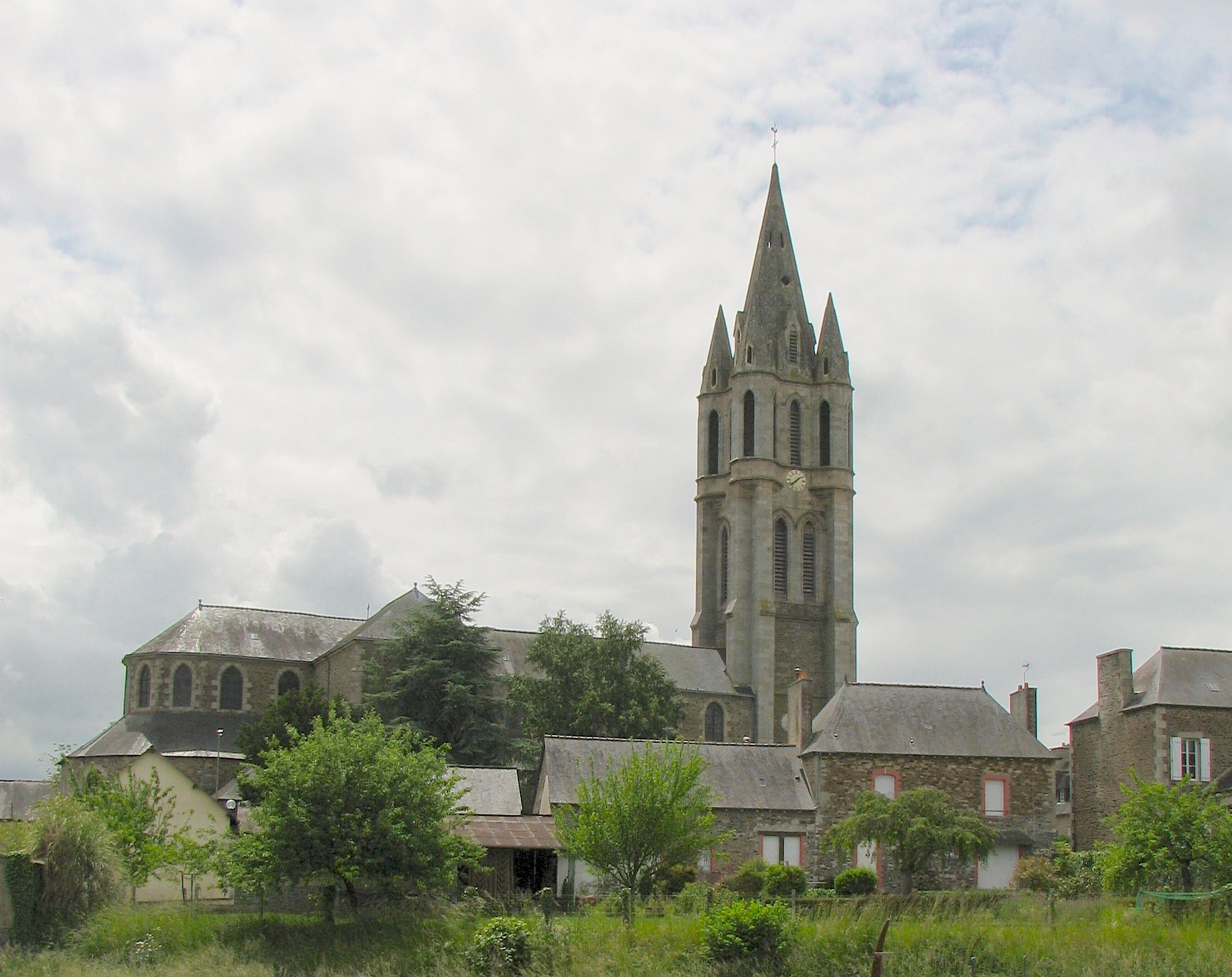
L'église Saint-Pierre-et-Saint-Paul.

- L'église Saint-Pierre-et-Saint-Paul ;
- Château du Mottay ;
- Manoir de la Touche-Chartier avec dans sa tour un escalier en bois en colimaçon dont le noyau en spirale est taillé d'un seul bloc dans le tronc d'un même chêne[28] ;
- Manoir de la Garde[29]. Son colombier, probablement bâti au XVIIe siècle, a conservé les vestiges de l'arbre pivotant auquel s'accrochait l'échelle permettant à accéder aux boulins[30].

## Personnalités liées à la commune
- Auguste Haouïssée, né le 1er octobre 1877 à Évran, mort le 9 septembre 1948 à Shanghaï où il était évêque depuis vingt ans[31].
- Eugène Gallée (1896-1971)[Note 3], sculpteur, meilleur ouvrier de France 1925 en « marbrerie et taille de pierre »[32]. On lui doit la réalisation de plusieurs monuments aux morts et sculptures ou bas-reliefs d'édifices religieux de la région.
- Georges Coudray (1902-1998), député-maire de Paramé.
- Henri Pinault (1904-1987), évêque en Chine, qui passa sa jeunesse et ses dernières années à Évran où il est enterré.
- Yann Fouéré (1910-2011), haut fonctionnaire, homme de presse et nationaliste breton condamné pour collaboration avec l'occupant.

## Héraldique
| Blason | Blasonnement : D'azur aux dix billettes d'argent ordonnées 4, 3, 2 et 1. |

## Galerie

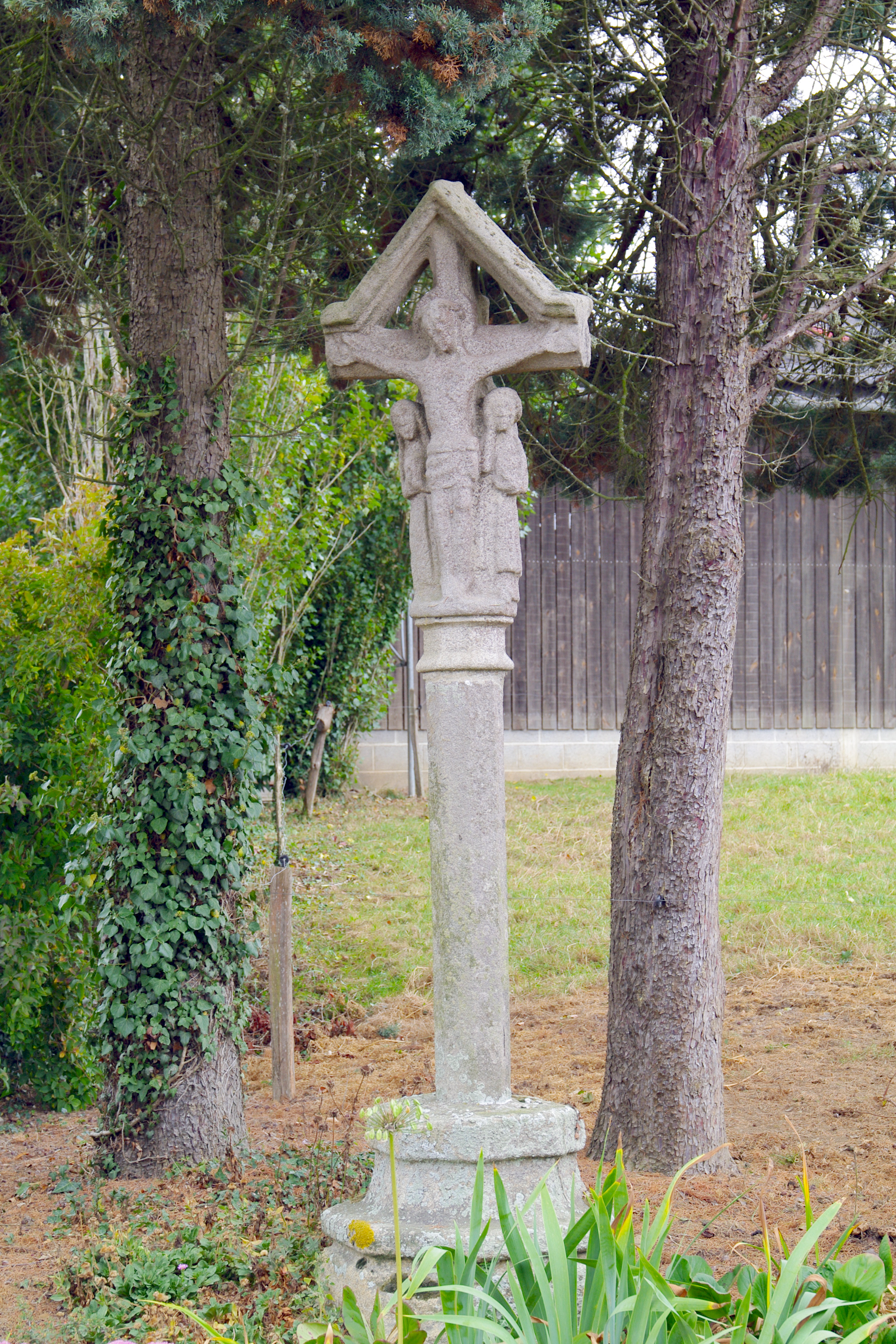
Croix Macquerel.Vue aérienne.
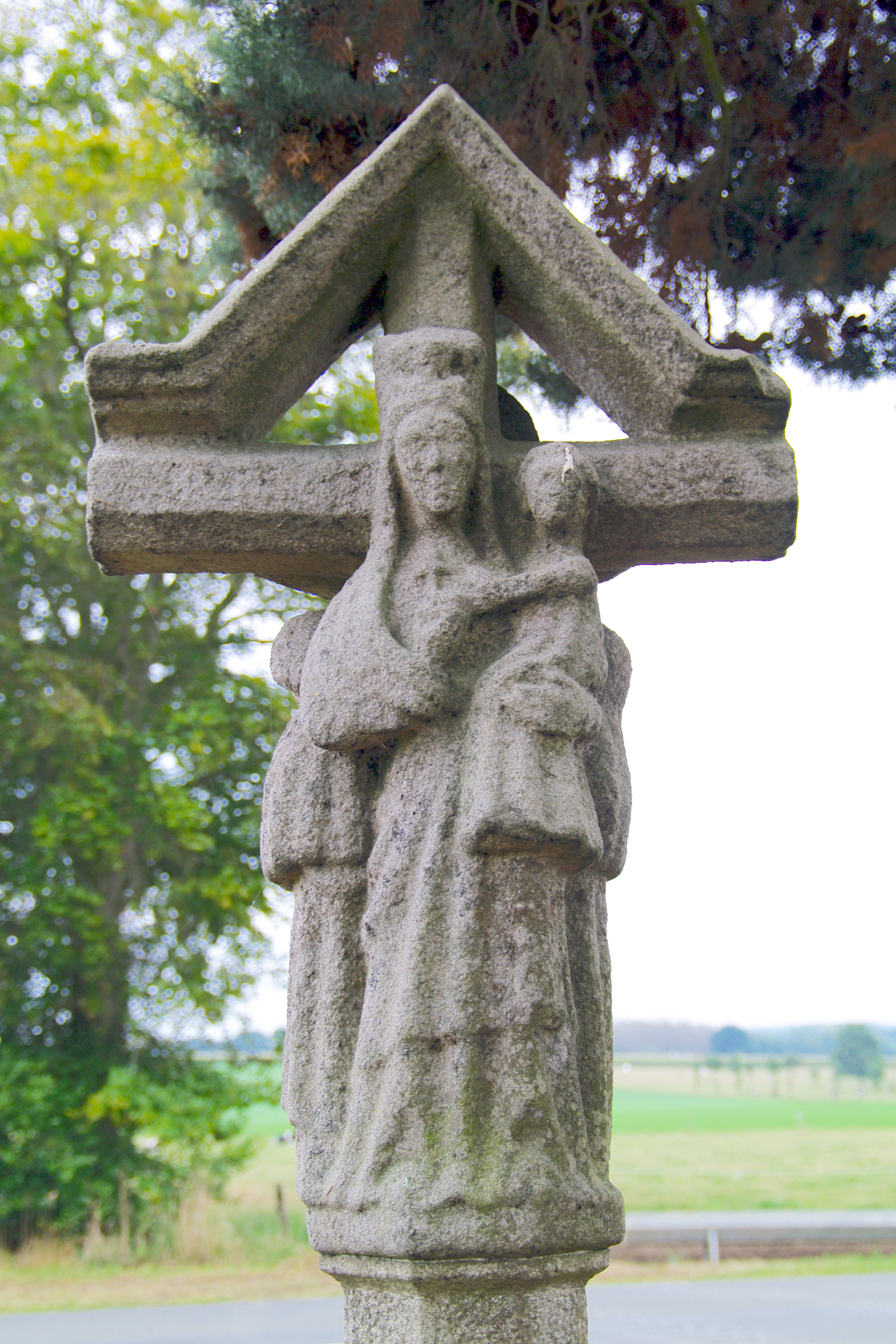
Croix Macquerel.
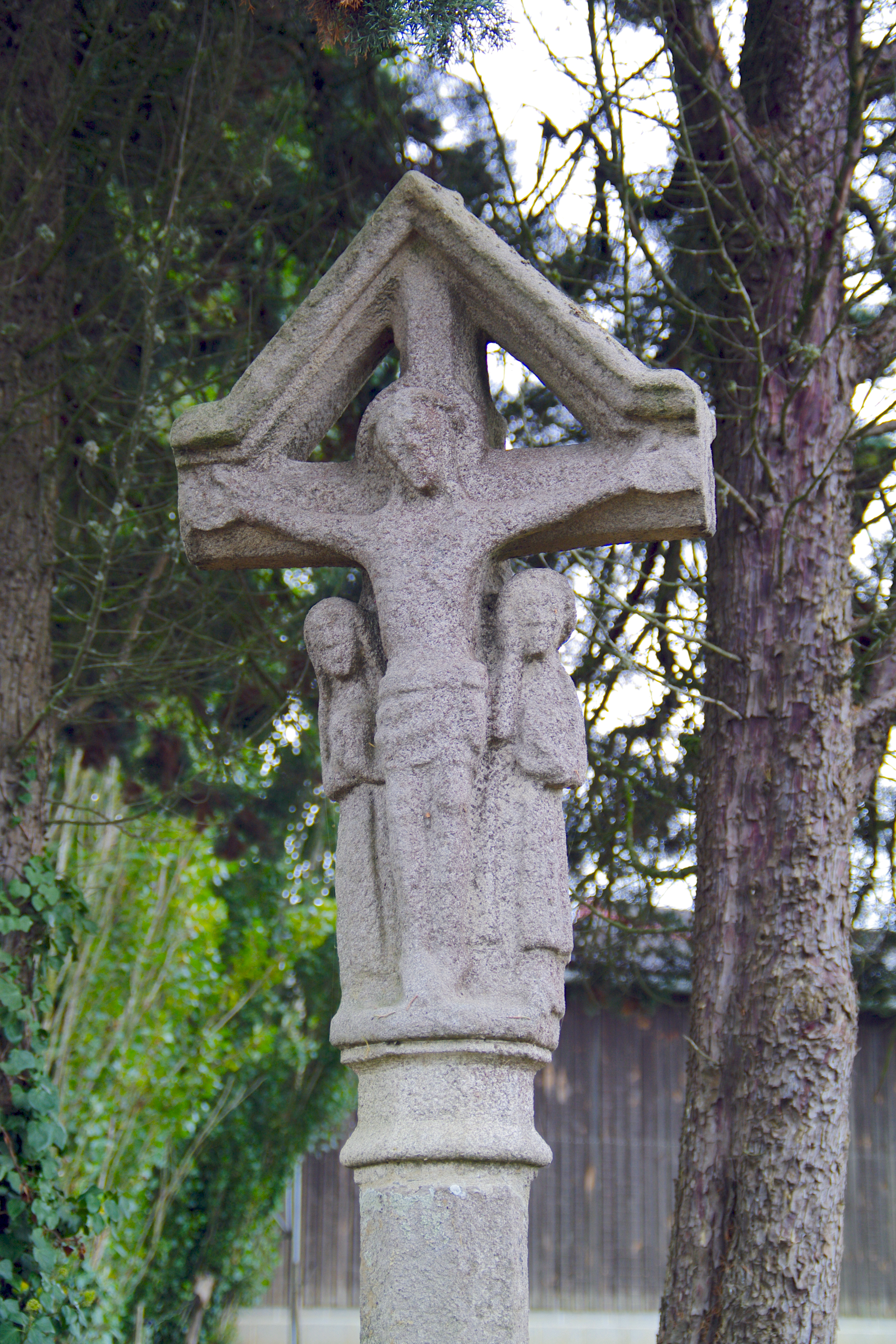
Croix Macquerel.
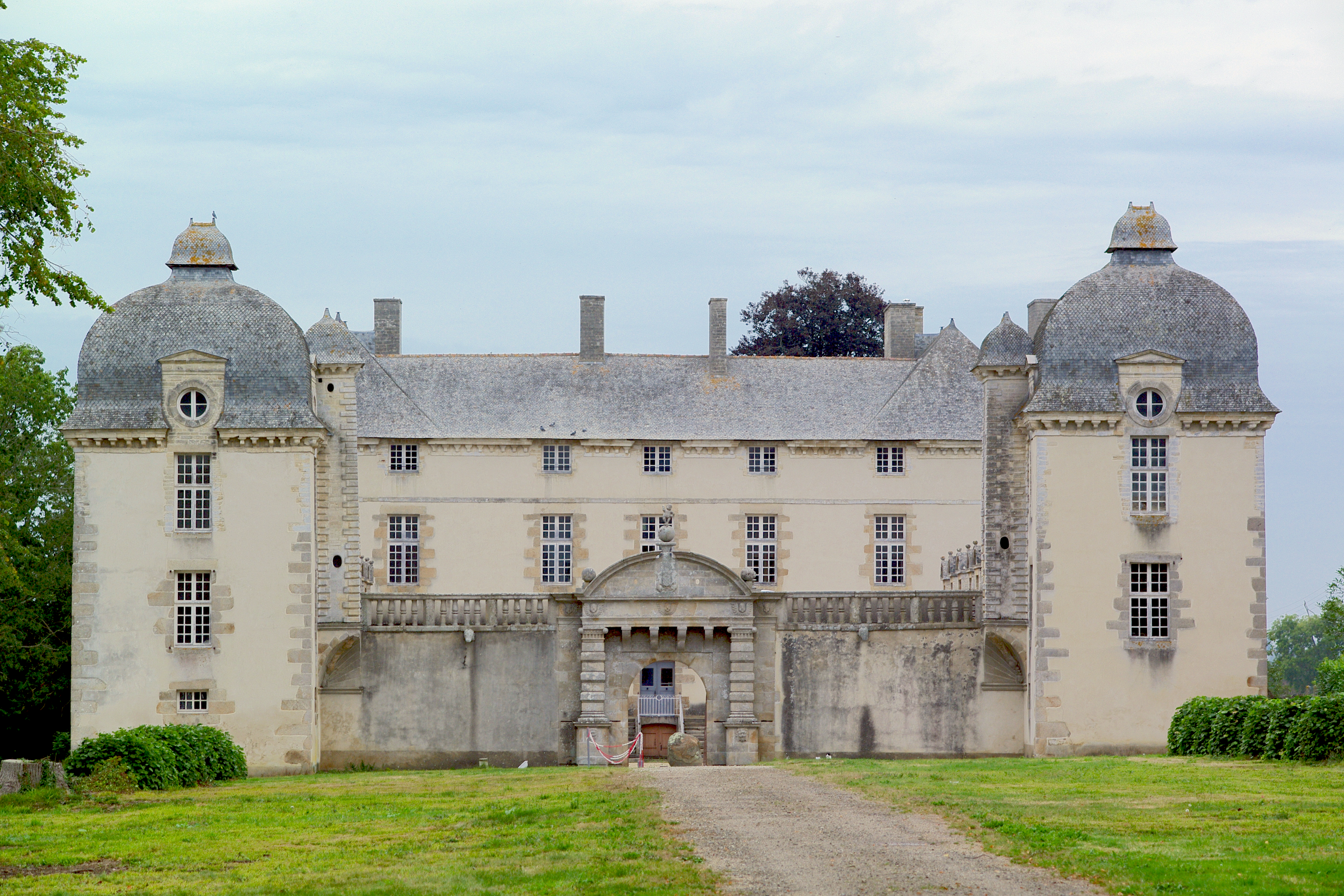
Château de Beaumanoir.
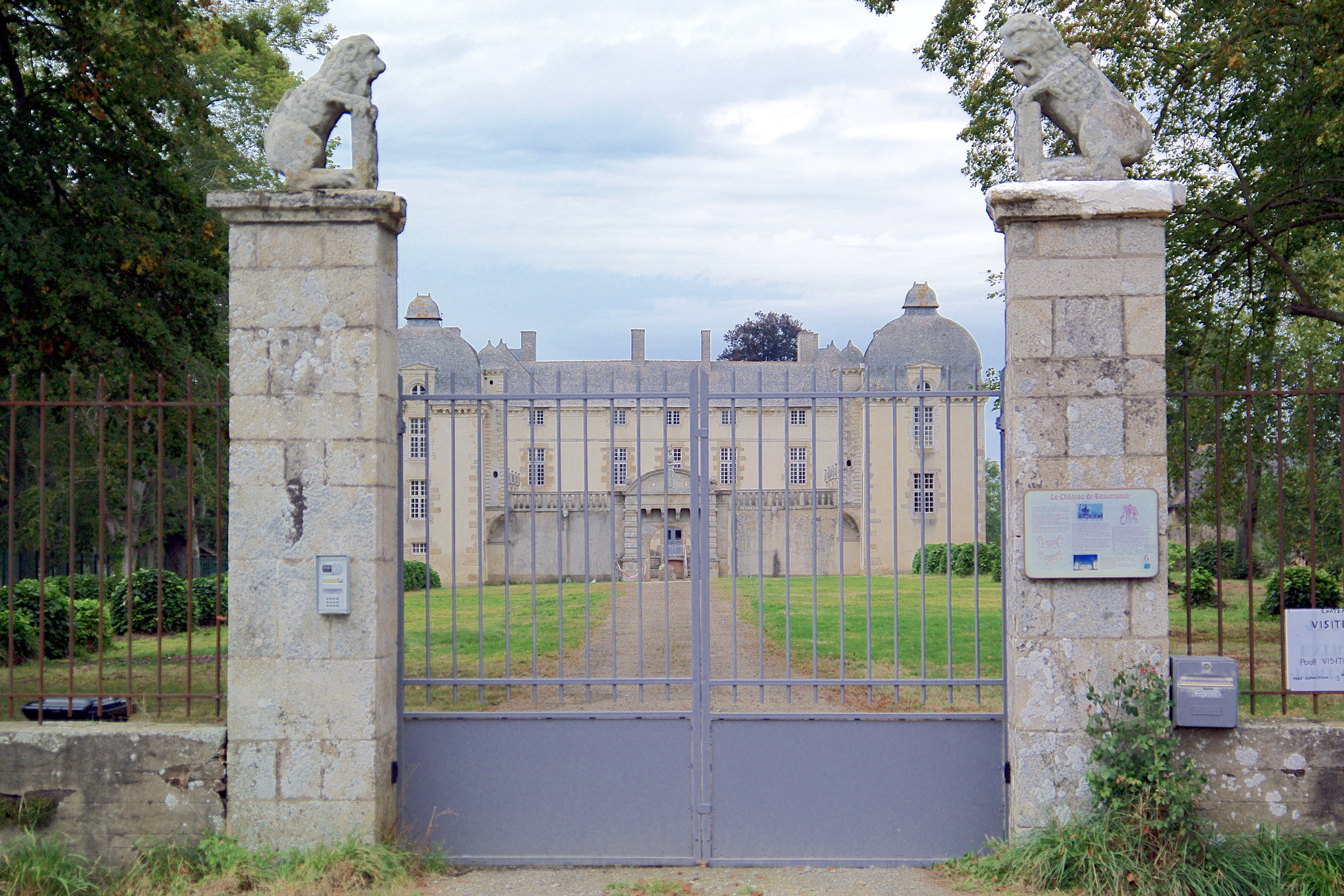
Château de Beaumanoir.
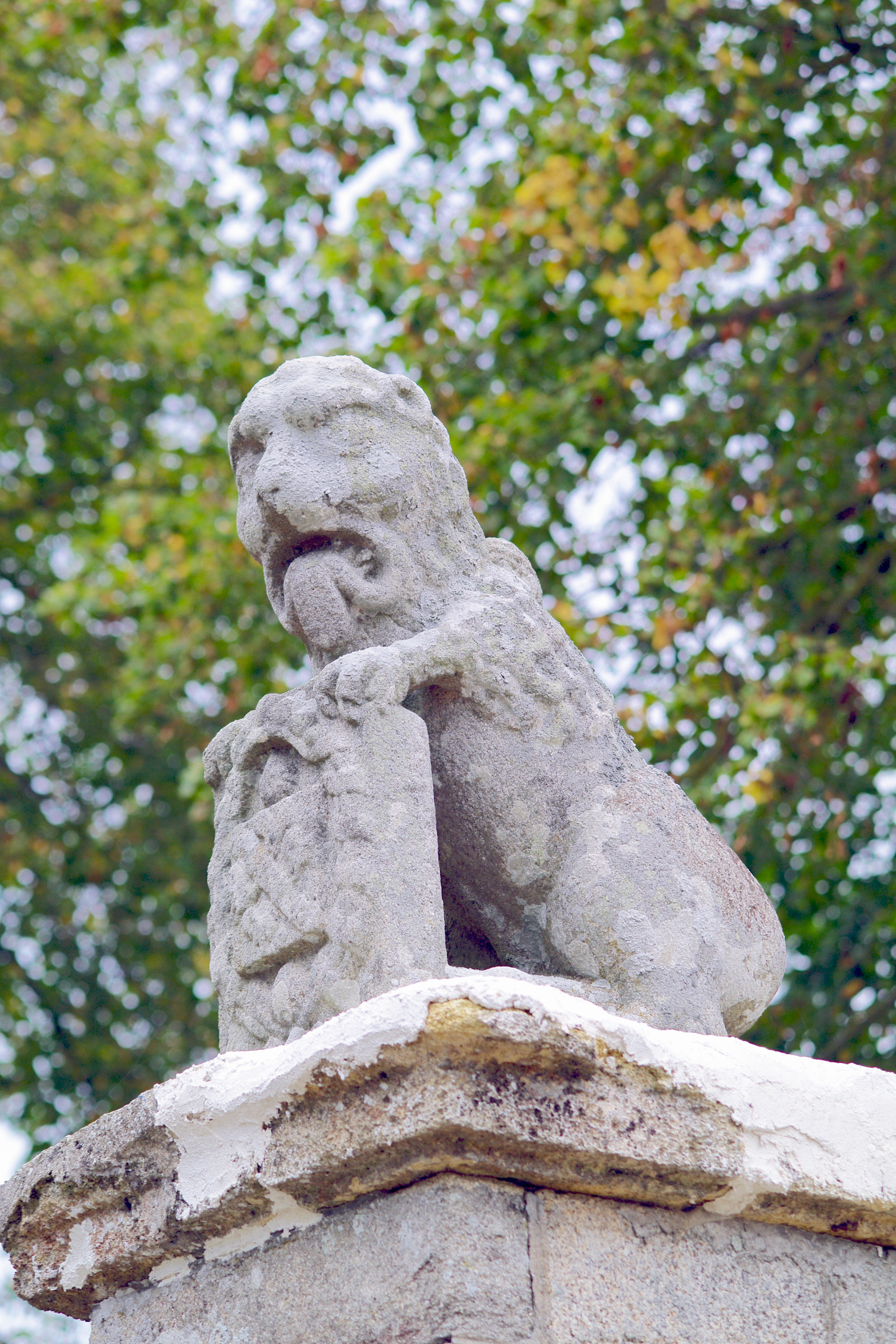
Château de Beaumanoir.
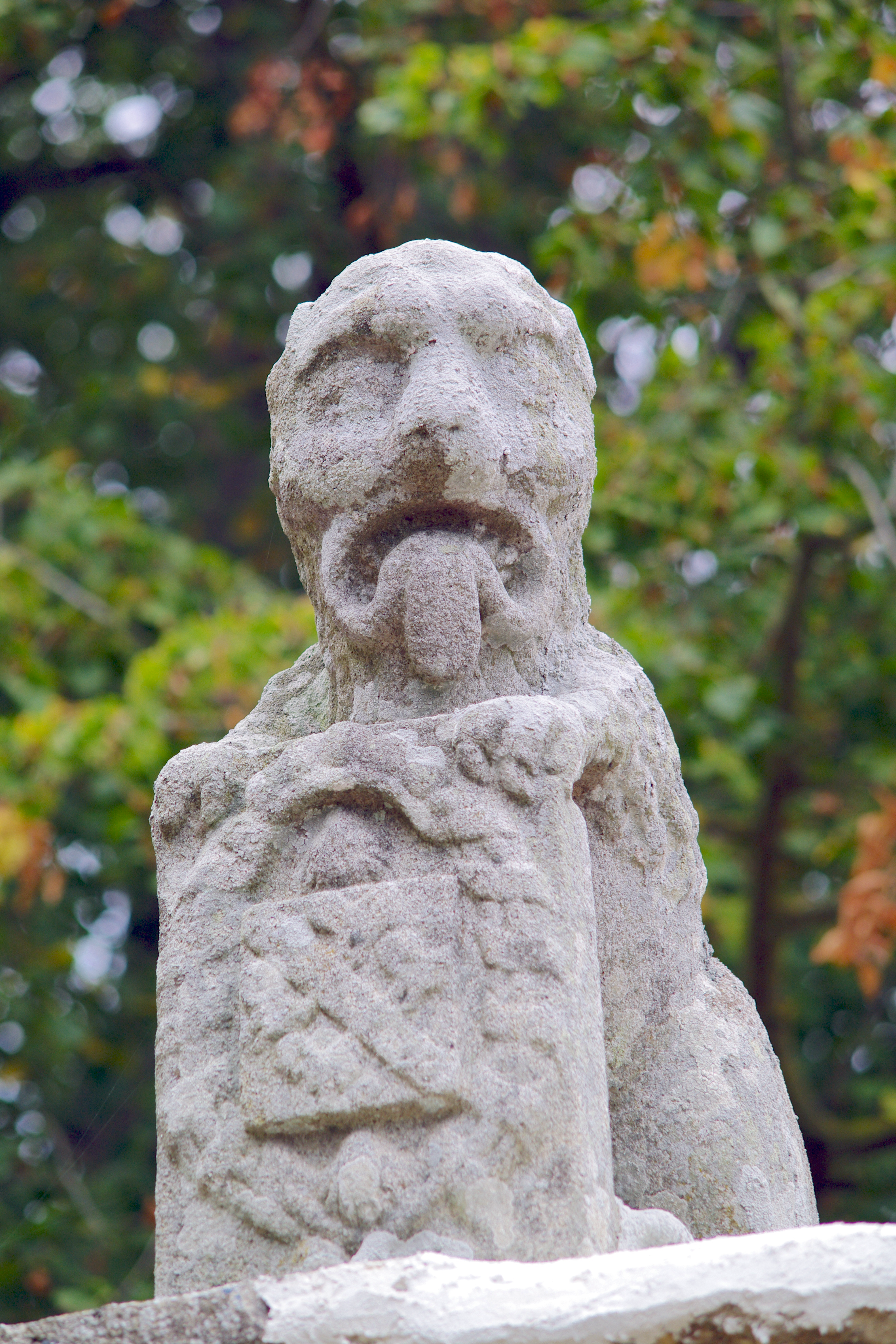
Château de Beaumanoir.